# كارلوس هينريكي دوس سانتوس سوزا
كارلوس هينريكي دوس سانتوس سوزا (باللغة البرتغالية Carlos Henrique dos Santos Souza) الشهير باسم هينريكي (2 مايو 1983 في ريو دي جانيرو) لاعب كرة قدم برازيلي يلعب حاليا لصالح نادي الدرجة الأولى بوردو الفرنسي في مركز قلب الدفاع .

## المسيرة الرياضية
بدأ هينريكي مسيرته الرياضية في نادي فلامينغو البرازيلي سنة 2003 وبعد سنتين وافق على الانتقال إلى نادي بوردو . في 31 مارس 2007 سجل أول هدف في الدقيقة 89 ليجعل نادي بوردو يحقق الفوز على نادي ليون بنتيجة 1/0 في المباراة النهائية لبطولة كأس الدوري الفرنسي .

## الألقاب
- دوري الدرجة الأولى : 2008/2009
- كأس الدوري الفرنسي : 2006/2007 - 2008/2009
- كأس الأبطال الفرنسي : 2007/2008

## روابط خارجية
- كارلوس هينريكي دوس سانتوس سوزا على موقع رابطة كرة القدم الفرنسية للمحترفين (الإنجليزية)
- كارلوس هينريكي دوس سانتوس سوزا على موقع قاعدة بيانات كرة القدم.إي يو (الإنجليزية)
- كارلوس هينريكي دوس سانتوس سوزا على موقع ليكيب (الفرنسية)
- كارلوس هينريكي دوس سانتوس سوزا على موقع Soccerway.com (الإنجليزية)
- كارلوس هينريكي دوس سانتوس سوزا على موقع عالم كرة القدم.نت (الإنجليزية)
- كارلوس هينريكي دوس سانتوس سوزا على موقع AS.com (الإسبانية)